# Oberea rufiventris
Oberea rufiventris là một loài bọ cánh cứng trong họ Cerambycidae.